# Conferința de la Moscova (1945)
Conferința de la Moscova a miniștrilor de externe (cunoscută sub numele de Întâlnirea interimară a miniștrilor de externe) a SUA, James F. Byrnes, a Regatului Unit, Ernest Bevin, și a URSS, Viaceslav Molotov, a avut loc în decembrie 1945. S-au discutat problemele ocupației, restabilirii păcii și unele chestiuni care țineau de Orientul Îndepărtat. 
Comunicatul dat publicității la încheierea conferinței pe 27 decembrie conținea o declarație comună care conținea rezolvarea unei serii de probleme care apăruseră la încheierea celui de-al doilea război mondial.. Declarația era semnată de  cei trei miniștri de externe și cuprindea următoarele secțiuni: 
1. Pregătirea tratatelor de pace cu Italia, România, Bulgaria, Ungaria și Finlanda. (Vedeți și: Tratatele de pace de la Paris, 1947)
2. Comisia Orientului Îndepărtat și Comisia Aliată de Control pentru Japonia.
3. Coreea. Comandanții militari americani și sovietici din Coreea urmau să formeze o „Comisie comună” care să facă recomandări cu privire la crearea unui guvern liber coreean. Această comisie a fost tratată cu mare neîncredere de ambii foști aliați încă de la înființare. Mult mai importantă a fost decizia conform caruia Coreea avea să fie trecută sub mandatul a patru puteri învingătoare timp de cinci ani, după care țara urma să-și recapete independența.[2]
4. China
5. România
6. Bulgaria
7. Înființarea în cadrul  ONU a unei comisii pentru controlul asupra energiei atomice.